# Economia de Tunísia

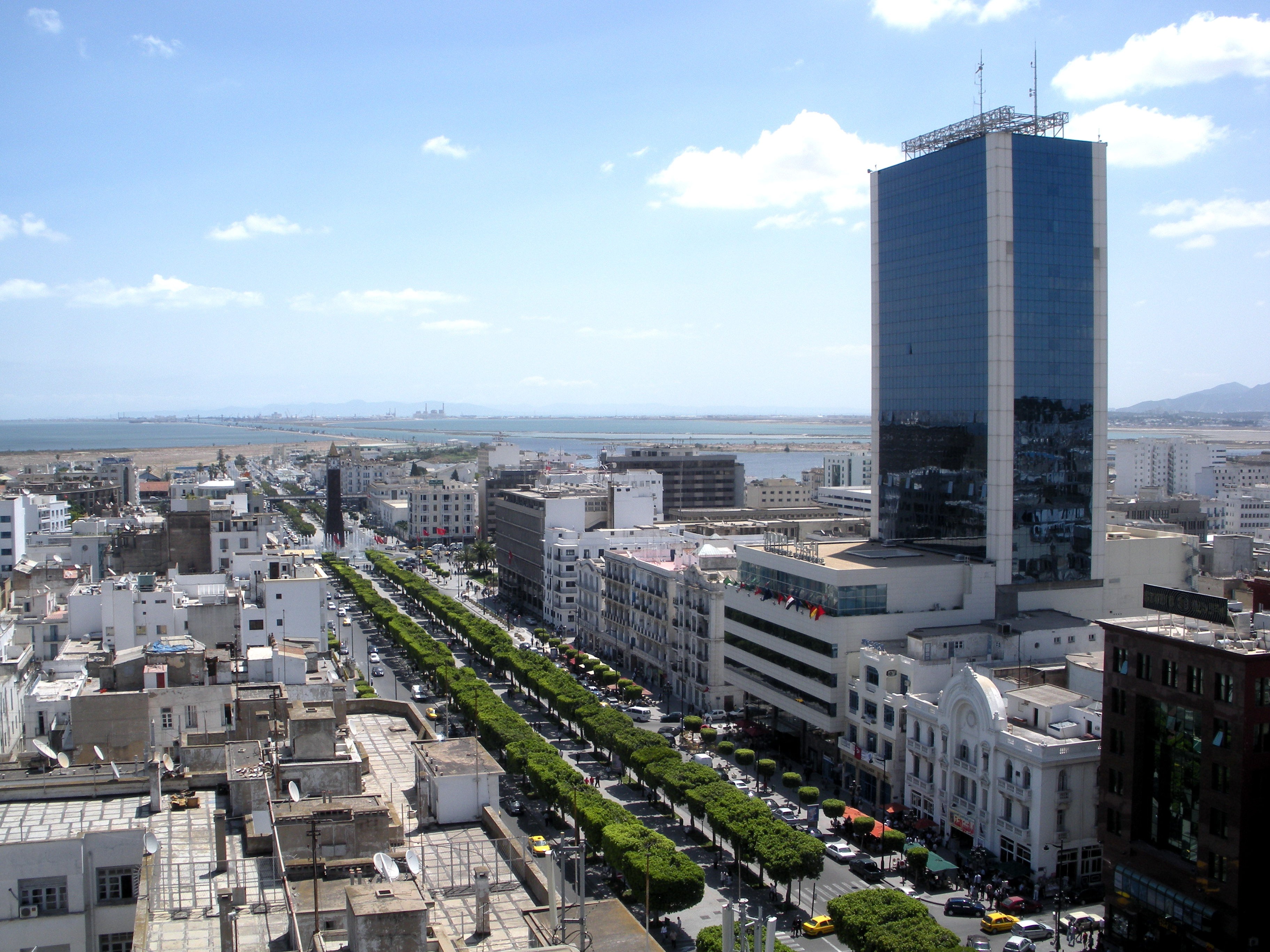
Tunis.

L'economia diversificada i orientada per al mercat de Tunísia ha estat citada com un exemple d'èxit en Àfrica i en l'Orient Mitjà, però ha enfrontat una sèrie de desafiaments durant la transició política en curs al país. Després d'una experiència fracassada amb polítiques econòmiques socialistes en la dècada de 1960, el país va embarcar en una estratègia d'èxit enfocada a ampliar les exportacions, la inversió estrangera i el turisme, els quals es van fer fonamentals per a la seva economia.
L'estratègia liberal de Tunísia, així com les inversions en educació i infraestructura van alimentar un creixement anual del PIB entre 4% i 5% durant dècades, va millorar la qualitat de vida de la població i es va reduir a la inflació. El turisme i el comerç van ser elements clau d'aquest creixement sostingut. L'acord d'associació signat entre Tunísia i la Unió Europea va entrar en vigor a partir de l'1 de març de 1998, i va ser el primer acord entre la UE i països mediterranis no-europeus. Amb l'acord, Tunísia deuria gradualment remoure barreres al comerç amb la UE en la dècada següent. L'ampliació de les privatitzacions, la major liberalització de la inversió, principalment estrangera, i millorances en l'eficiència governamental, eren els principals desafiaments futurs. En 2008 Tunísia es va fer membre plenament associat de la Unió Europea, situació comparable a la de Noruega o d'Islàndia.
L'ex-president Zine El Abidine Ben Ali (1987-2011) va mantenir aquestes polítiques, però al seu govern van créixer el nepotisme i la corrupció que van frustrar l'acompliment econòmic, mentre la desocupació va créixer entre els joves graduats universitaris del país. Aquestes queixes van contribuir per a la caiguda de Ben Ali el gener de 2011, portant l'economia del país a una espiral descendent, a la mesura en què el turisme i la inversió estrangers disminuïen dràsticament. A mesura que l'economia es recupera, el govern ha enfrontat els desafiaments de tranquil·litzar empreses i inversors, portar el pressupost i els dèficits corrents sota control, protegir el sistema financer del país, esfondrar l'elevat atur i reduir les desigualtats econòmiques entre la regió costanera més desenvolupada i l'interior del país, més pobre.
Els sectors de major importància són l'agricultura, la mineria, l'energia, el turisme, el petroli i les empreses manufactureres. Les exportacions principals inclouen ara tèxtils i vestuari, productes alimentosos, derivats de petroli, productes químics i fosfats, i prop de 80% de les exportacions tenen amb destinació el principal client del país, la Unió Europea. El control estatal de l'economia gradualment va disminuir durant l'última dècada, amb la privatització, simplificació del sistema d'imposats, i una cura amb l'endeutament.

## Sectors econòmics[2]
Tunísia té una economia diversa, on els sectors de major importància són l'agricultura, la mineria, l'energia, el turisme, el petroli i les empreses manufactureres. Mentre que roman el pes del control governamental sobre els temes econòmics, s'ha anat reduint a poc a poc amb un creixement de la privatització, una simplificació de l'estructura en els impostos, i un enfocament més adequat sobre el deute. El creixement real estava del 5,0% a la dècada de 1990, i la inflació va seguir desaccelerant per al 2006. L'increment en el comerç i en el turisme han estat els elements claus per a l'estable creixement econòmic. L'associació entre Tunísia i la Unió Europea, la primera entre la UE i un país mediterrani, va entrar en marxa l'1 de març del 1998. Sota aquest acord, Tunísia va acceptar facilitar el comerç amb els Estats Units a la dècada del 2000. Major privatització, i alliberament del codi d'inversions per a atreure inversions estrangeres, i desenvolupament en l'eficiència del govern són els reptes per al futur de Tunísia. D'acord amb el British Philip's university atlas del 2000, Tunísia posseeix una reserva de fosfat en la part central del país.

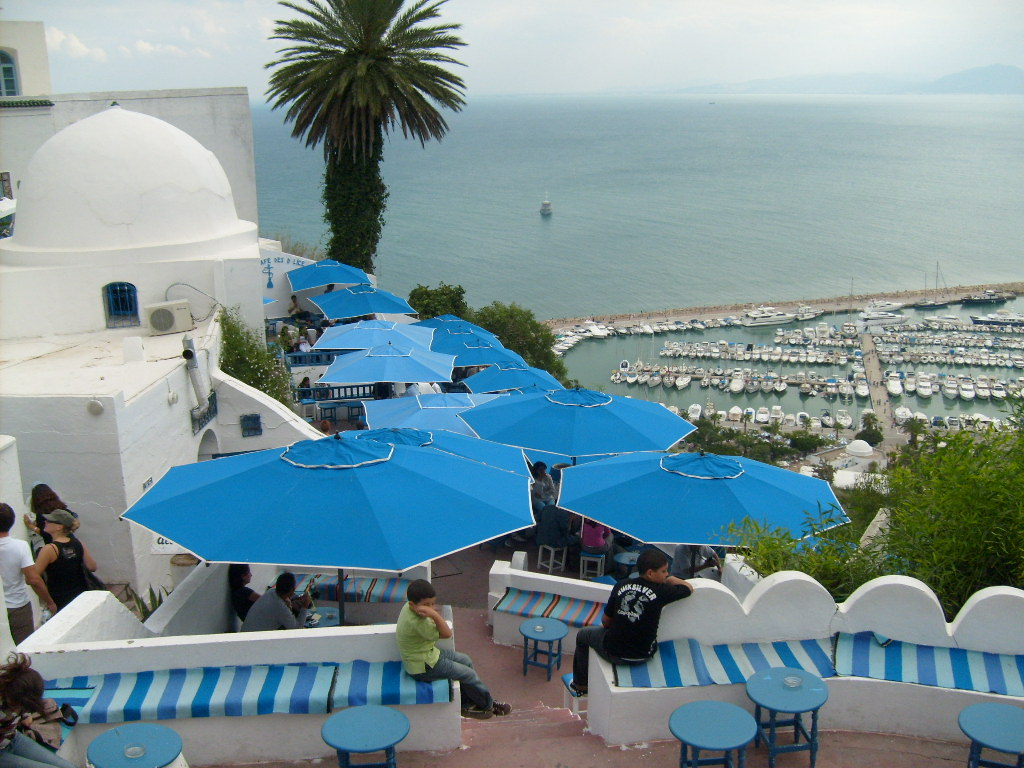
Vista del Cafè des Délices, a Sidi Bou Saïd.

En l'antiguitat a conseqüència de la fràgil economia del país, es va permetre la circulació de monedes estrangeres en tot el territori. Per a això el rei Mohamed (1293-1299 hègira) va utilitzar una contramarca que contenia nombres en àrab i un estel. Aquesta marca es va estampar sobre monedes de plata de 8 reals espanyoles, 5 francs de Napoleó i talers de la reina Maria Teresa d'Àustria. També existeixen algunes contramarques amb la paraula “TUNÍSIA” en àrab.
A Tunísia li falten els immensos recursos naturals dels països veïns, però la direcció econòmica acurada i reeixida ha portat una prosperitat raonable. Els productes agrícoles principals són el blat, l'ordi, l'oli d'oliva i les fruites, però necessiten importar gran quantitat d'altres comestibles, particularment en anys de sequera que han estat freqüents en els últims anys.
Les terres cultivables representen 4,9 milions d'hectàrees, de les quals 1,6 estan destinades als cereals, altres 1,6 als olivars i 0,4 als camps irrigats.
Compta amb mines de fosfat, ferro i zinc. Tunísia és un exportador modest de petroli. El sector industrial processa la mina de fosfat i treballa productes químics derivats del petroli. Les recents caigudes del preu del petroli i dels fosfats han obligat al Govern a sotmetre's a les directrius econòmiques de l'FMI, acceptant determinades reformes a canvi de préstecs tous. D'acord amb el British Philip's university atles del 2000, Tunísia posseeix una reserva de fosfat en la part central del país. El Govern ha retallat la despesa pública, ha abolit el control del comerç i ha introduït mesures per fer totalment convertible al dinar.
Mentre roman el pes del control governamental sobre els temes econòmics, s'ha anat reduint gradualment amb un creixement de la privatització, una simplificació de l'estructura en els impostos i un enfocament més adequat sobre el deute. El creixement real va fer una mitjana del 5 % en la dècada de 1990, i la inflació va seguir desaccelerant el 2006. L'increment en el comerç i en el turisme han estat els elements clau per a un creixement econòmic estable. L'associació entre Tunísia i la Unió Europea, la primera entre la UE i un país mediterrani, va entrar en vigor l'1 de març de 1998. Sota aquest acord, Tunísia va acceptar facilitar el comerç amb els Estats Units en la dècada de 2000. Major privatització i alliberament del codi d'inversions per atreure inversions estrangeres, i desenvolupament en l'eficiència del govern són els reptes per al futur de Tunísia. Tunísia és membre de la Unió del Magrib àrab i de diverses organitzacions econòmiques del Magrib.